# Google Cardboard

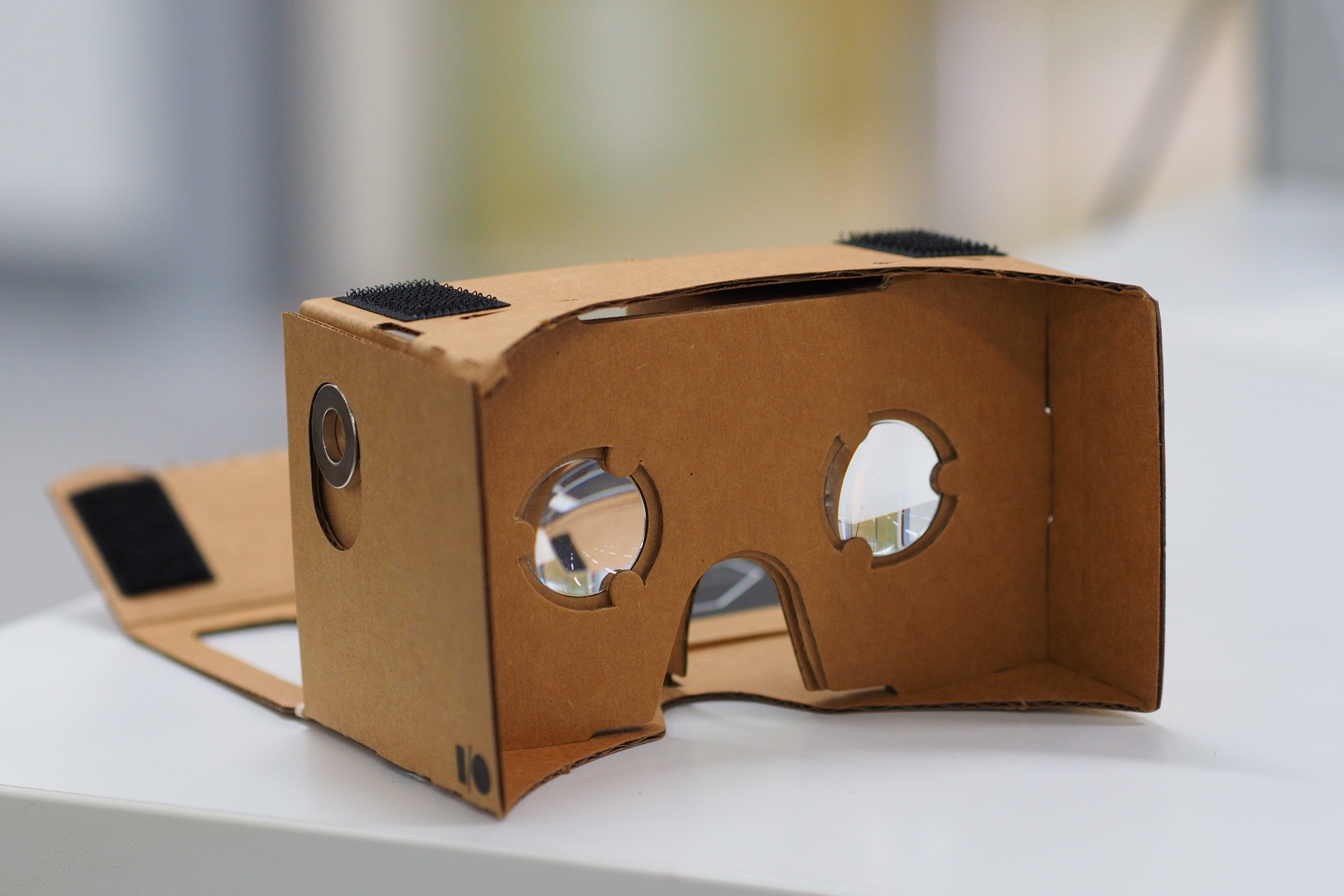

Les Google Cardboard són una plataforma de realitat virtual (RV) creades per Google, per utilitzar amb un visor per a telèfons intel·ligents col·locat davant els ulls. Porta aquest nom perquè estan fetes de cartró, ja que són una plataforma de baix cost per fomentar l'interés i el desenvolupament en les aplicacions de realitat virtual. Els usuaris poden o bé construir les seves pròpies ulleres a partir de components simples i barats comercialitzats per Google, o bé comprar-ne unes fetes. Per utilitzar la plataforma, els usuaris han d'instal·lar aplicacions compatibles amb les ulleres als seus mòbils intel·ligents, posar aquests al visor i veure el contingut a través de les lents.
La plataforma va ser creada per David Coz i Damien Henry, enginyers de Google, al Google Cultural Institute a París. Va ser introduït a la conferència de desenvolupadors Google I/O 2014, on van regalar a tots els assistents unes Google Cardboard. El kit de desenvolupament de software de les Google Cardboard es troba disponible per a smartphones que operin amb Android o iOS. El kit permet als desenvolupadors incrustar contingut de realitat virtual en webs i en aplicacions mòbils.

## Construcció de les ulleres

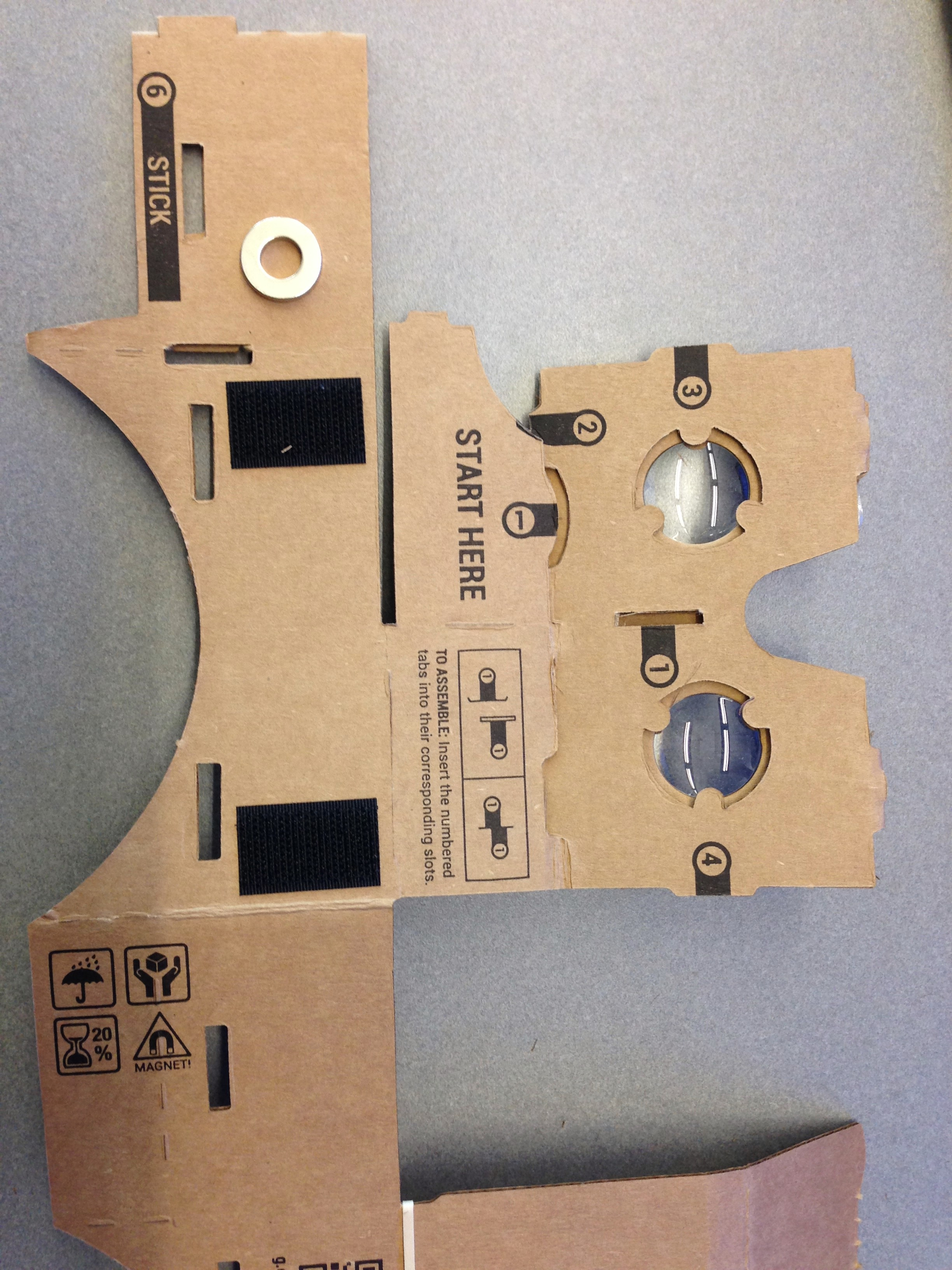
Google Cardboard abans de ser muntades.

Les ulleres estan fetes de components senzills i barats. Les especificacions van ser dissenyades per Google, qui va fer una llista de parts, esquemes i instruccions de construcció disponibles de manera gratuïta a la seva web, que va permetre a la gent fer les Google Cardboard ells mateixos. Les ulleres que ja es comercialitzaven fetes només es trobaven disponibles en distribuïdors concrets, fins que a 2016 Google va començar a vendre-les a la Google Store.
Les parts que componen les Google Cardboard són: una peça de cartró tallada de forma precisa, 45mm de lents focals, imants o cinta capacitiva, un sistema de tancament senzill (per exemple, el velcro), una goma i la tecnologia NFC (near field communication) que pot ser opcional. Google també dona recomanacions extra per les ulleres que són mes complexes a l'hora de muntar-les i els kits manufacturats prèviament estan disponibles a un preu molt baix per múltiples distribuïdors, que també han fet modificacions a les ulleres.
Un cop s'han construït les ulleres, s'ha d'inserir un mòbil intel·ligent a la part posterior de les ulleres i s'han d'aguantar davant els ulls. Les aplicacions compatibles amb les ulleres divideixen la seva pantalla en dos parts (una per cada ull), que amb l'ajuda de la distorsió òptica de les lens donen un resultat d'imatge estereoscòpica (3D) amb un camp de visió molt ample.
La primera versió de les ulleres estava preparada per mòbils amb una pantalla de 5.7 polzades (140 mm) i tenien imants com a botons. Al 2015 va canviar el seu disseny i permetia l'ús de mòbils de 150mm de pantalla i van treure els botons fets amb imants.

## Software
Google posa a disposició dels usuaris tres kits de desenvolupament de software per a fer aplicacions compatibles amb les ulleres: un per a Android utilitzant Java, un per Unity utilitzant C# i un altre per a iOS. Les aplicacions estan disponibles a Google Play i a la App Store per a iOS. A més d'aquestes aplicacions també hi ha experiments amb realitat virtual a Google Chrome utilitzant WebGL; els mòbils que siguin compatibles amb aquest sistema poden provar aquests experiments. Al 2016, Google va incorporar un sistema de so 3D a les ulleres, fent que s'escoltés tot a l'entorn i no al cap com amb uns auriculars normals. En aquest mateix any van incorporar una extensió que permetia a les aplicacions incrustar un sistema d'imatges de realitat virtual en 360° a una pàgina web o a una aplicació. El codi HTML i el Javascript per fer aquest tipus de contingut és un recurs obert i disponible a GitHub, cosa que permet als desenvolupadors crear el seu propi contingut.

## Iniciatives relacionades

### Jump
Jump és un ecosistema per fer pel·lícules utilitzant la realitat virtual desenvolupat per Google, el qual es va anunciar al 2015. Per portar aquest projecte a terme, l'empresa va desenvolupar especificacions per fer un conjunt de 16 càmeres en cercle, que van donar a conèixer al públic. L'Empresa GoPro es va associar amb Google per a fer un conjunt de càmeres GoPro, tot i que l'aparell que ja havia inventat Google prèviament era capaç de suportar tota mena de càmeres. Un cop s'ha realitzat el rodatge es recull cadascun dels vídeos que han gravat les càmeres a través de l'assemblador de Jump. L'assemblador utilitza fotografia i visió computacional per a crear les escenes, mentre que genera milers de punts de visió intermedis. El resultat final es pot veure al mode de realitat virtual de Youtube amb unes ulleres.

### Expeditions
Expeditions és un programa que porta l'experiència de la realitat virtual a les escoles juntament amb les ulleres de Google, el que permet que els professor puguin portar els estudiants a través d'una experiència de realitat virtual. Va ser anunciat al 2015 per a ser llençat a la tardor d'aquest mateix any. Cada classe que disposava d'aquest sistema estava equipat amb 30 ulleres sincronitzades amb móbils intel·ligents, juntament amb una tableta pel professor (perquè aquest pogues guiar els estudiants). Els professor que estiguin interessats en això es poden registrar online. Al maig de 2016, aproximadament un milió d'estudiants havien pogut disposar d'aquest sistema.

## Associacions i promocions
Al novembre de 2014, Volvo va comercialitzar unes ulleres Google Cardboard i una aplicació amb la seva marca anomenada Volvo Reality perquè els usuaris poguessin provar el XC90. Al febrer de 2015, Mattel en cooperació amb Google van crear el View Master, una versió nova de les ulleres.
Google també va col·laborar amb LG per comercialitzar uns auriculars anomenats VR for G3. En alguns països es va convertir en el màxim competidor amb els accessoris Samsung Gear VR, ja que es van distribuir com a accessoris gratuits dels model G3 nous.
Al novembre de 2015, El diari New York Times va incluir unes Google Cardboard amb els periòdics que es lliuraven a les cases. Van desenvolupar una app (NYT VR) amb la qual els lectors podien veure entorns immersius relacionats amb el periodisme.
Al desembre de 2015, Google regalà ulleres amb un disseny especial de Star Wars com a part d'una campanya publicitària que van portar a terme juntament amb Verizon.
Aquells que van tenir tickets per al famós festival americà Coachella van rebre unes ulleres en el pack de benviguda que es podien utilitzar amb una aplicació especial feta per l'ocasió. Oferien contingut del festival, com per exemple imatges en 360°, fotografies panoràmiques, tours virtuals pels escenaris del festival, entrevistes i concerts.

## CartonGlass
Al 2014, Juan Rivas (desenvolupador de software espanyol) va crear les CartonGlass, que, amb un disseny molt semblant a les Google Cardboard, ofereixen el mateix contingut però amb un hardware molt més desenvolupat i un software lleugerament millorat: incorporen un visor més gran i fan el disseny molt més ergonòmic.

## Acollida
El gener de 2016, Google va anunciar que durant els primers 19 mesos en què es van comercialitzar les ulleres, aproximadament 5 milions d'aquestes s'havien venut, s'havien publicat al voltant de 1.000 aplicacions compatibles i aquestes s'havien instal·lat aproximadament 25 milions de cops. La companya també va fer public que s'havien invertit prop de 350.000 hores per part dels usuaris a consumir videos de realitat virtual a Youtube i que 500.00 estudiants havien provat la realitat virtual a classe. Al 2017, s'han venut 10.000 ulleres i s'han descarregat 160.000.

### Èxit
Com que van tenir tant d'èxit, Google va decidir desenvolupar hardware més avançat per a la realitat virtual. Google va anunciar al 2016 una nova plataforma anomenada Daydream.